# Хуанган
Хуанган (спрощ.: 黄冈市; піньїнь: Huánggāng) — міський округ у китайській провінції Хубей.

## Адміністративний поділ
Міський округ поділяється на 1 район, 2 міських повіти й 7 повітів:
| Карта                                                                               | Карта    | Карта    | Карта            |
| ----------------------------------------------------------------------------------- | -------- | -------- | ---------------- |
| ① ② Хун'ань Сішуй Цічунь ③ Лотянь Їншань Усюе Мачен ① Туаньфен ② Хуанчжоу ③ Хуанмей |          |          |                  |
| Статус                                                                              | Назва    | Оригінал | Населення (2020) |
| Район                                                                               | Хуанчжоу | 黄州     | 456 862          |
| Місто                                                                               | Усюе     | 武穴     | 676 264          |
| Місто                                                                               | Мачен    | 麻城     | 893 654          |
| Повіт                                                                               | Їншань   | 英山     | 310 180          |
| Повіт                                                                               | Лотянь   | 罗田     | 473 195          |
| Повіт                                                                               | Сішуй    | 浠水     | 716 273          |
| Повіт                                                                               | Туаньфен | 团风     | 266 218          |
| Повіт                                                                               | Хуанмей  | 黄梅     | 787 783          |
| Повіт                                                                               | Хун'ань  | 红安     | 510 189          |
| Повіт                                                                               | Цічунь   | 蕲春     | 792 101          |